# Megistoclisma
Megistoclisma é um gênero de traça pertencente à família Arctiidae.